# 22 mai 1984
Le mardi 22 mai 1984 est le 143e jour de l'année 1984.

## Naissances
- Alex Atapuma, coureur cycliste colombien
- Alex Bogdanovic, joueur de tennis britannique
- Bismarck du Plessis, joueur de rugby sud-africain
- Chihiro Hara, mannequin et actrice japonaise de films pornographiques
- Dustin Moskovitz, entrepreneur  américain
- Irmena Chichikova, actrice bulgare
- Jair Céspedes, joueur de football péruvien
- Jan Sobol, joueur de handball tchèque
- Karoline Herfurth, actrice allemande
- Khaled Melliti, joueur tunisien de football
- Laurence Halsted, escrimeur britannique
- Marius Prekevičius, joueur de basket-ball lituanien
- Peter Jungschläger, footballeur néerlandais
- Snyman Prinsloo, athlète sud-africain
- Steven Coppola, rameur d'aviron américain
- Zoran Rendulić, footballeur serbe

## Décès
- André Darmanthé (né le 19 novembre 1908), personnalité politique française
- John Marley (né le 17 octobre 1907), acteur américain
- Karl-August Fagerholm (né le 31 décembre 1901), politicien finlandais
- Laurent Grimmonprez (né le 14 décembre 1902), footballeur belge

## Événements
- Création de la station hôtel de Ville du métro de Séoul
- Création du parti communiste pour l'indépendance et le socialisme en Martinique